# Drageblodstræ (Dracaena draco)
Drageblodstræ (Dracaena draco) er en plante i familien Asparges. Det vokser blandt andet på De Kanariske Øer, Kap Verde-øerne og Madeira. Drageblodstræet er et vartegn for den Kanariske ø, Tenerife.
Et beslægtet træ med samme udseende er Socotra drageblodstræet (Dracaena cinnabari), som vokser på den yemenitiske øgruppe Socotra i Det Indiske Ocean mere end 7000 km fra De Kanariske Øer. 

## Beskrivelse
Drageblodstræet er gaffelgrenet og danner med tiden en rundet krone. Barken er flad og sølvgrå. Bladene er smalle lineære til lancetformede, de er duggede og sidder samlede i spidsen på grenene. Det blomstrer mellem juli og september.
Hvis stammen beskadiges, drypper det en blodrød harpiks kaldet drageblod frem, som inden for naturmedicin og alkymi har været rost for sine magiske kræfter. Drageblod er uden virkning imod sygdomme, men blev alligevel solgt på apoteker et stykke ind i 1900-tallet. Denne rødfarvede harpiks anvendes til også at farve marmor, og en slags fernis som anvendes til at farve violiner.

## Alder
På Tenerife i byen Icod de los Vinos findes det berømte tusindårige drageblodstræ, El Drago Milenario, som nu er omgivet af en lille have. Om træet virkelig er tusind år gammelt er omstridt og nyere undersøgelser tyder på at det er lidt under 400 år gammel gammelt.

## Udbredelse
Drageblodstræ vokser nu sjældent vildt mere, men som prydplante er den meget populær og findes plantet omkring Middelhavet, men også i parker uden for Europa. På Madeira er kun to vildtvoksende eksemplarer tilbage, efter at et tredje væltede i havet under en storm i 1982. I 1998 opdagedes på Gran Canaria en ny art i slægten Dracaena, Dracaena tamaranae.
Drageblodstræet kan dyrkes som potteplante i Danmark.